# Holomitrium undulatum
Holomitrium undulatum är en bladmossart som beskrevs av Mitten 1869. Holomitrium undulatum ingår i släktet Holomitrium och familjen Dicranaceae. Inga underarter finns listade i Catalogue of Life.